# 清水久雄
清水 久雄（しみず ひさお、1936年12月23日 - ）は、日本中央競馬会 (JRA)・栗東トレーニングセンターに所属していた元騎手・元調教師。京都府出身。

## 経歴
1952年、京都競馬場・美馬信次厩舎に騎手候補生として入門し、3年後の1955年に騎手デビュー。しかし同年に増本勇厩舎に移籍し、以降引退まで増本厩舎所属の騎手として活動した。
騎手として3年目の1957年には38勝（平地33勝・障害5勝）を記録し全国リーディング9位に食い込むと、その後も年間20勝前後をマークする中堅騎手として活躍。
1966年の日本ダービーではテイトオーに騎乗。単勝12番人気という低評価を覆して優勝し、自身唯一となる八大競走制覇を果たした。尚、清水が日本ダービーに出場したのはこの年が唯一であった為、「ダービー勝率10割」という記録を持っている。
1974年に調教師免許を取得し騎手を引退した。
騎手引退から2年後の1976年に厩舎を開業。1991年にはイソノルーブルでオークスを制した。また、1998年から管理したハートランドヒリュは2006年までに127回出走し、JRAにおけるサラ系馬の最多出走記録を更新した。
健康上の理由から2006年2月に勇退。その後は競馬予想会社「CHECKMATE」でアドバイザーとして活動している。

## 騎手成績
| 通算成績 | 1着 | 2着 | 3着 | 4着以下 | 騎乗回数 | 勝率 | 連対率 |
| -------- | --- | --- | --- | ------- | -------- | ---- | ------ |
| 平地     | 415 | 405 | 373 | 1581    | 2774     | .150 | .296   |
| 障害     | 22  | 31  | 26  | 73      | 152      | .145 | .349   |
| 計       | 437 | 436 | 399 | 1654    | 2926     | .149 | .298   |

### 主な騎乗馬
- タカシオ（1957年タマツバキ記念（春）、タマツバキ記念（秋））
- メイジミドリ（1957年阪神3歳ステークス、1958年京都記念（秋））
- イーグル（1962年京都記念（秋））
- マスワカ（1964年阪神牝馬特別）
- テイトオー（1966年東京優駿）
- タマホープ（1970年京都杯、1971年鳴尾記念）

## 調教師成績
| 通算成績 | 1着 | 2着 | 3着 | 4着以下 | 騎乗回数 | 勝率 | 連対率 |
| -------- | --- | --- | --- | ------- | -------- | ---- | ------ |
| 平地     | 321 | 386 | 399 | 3927    | 5033     | .064 | .140   |
| 障害     | 10  | 5   | 8   | 61      | 84       | .119 | .179   |
| 計       | 331 | 391 | 407 | 3988    | 5117     | .065 | .141   |

### 主な管理馬
- テルノエイト（1978年北海道3歳ステークス、1979年シンザン記念、札幌記念、1980年阪急杯）
- アスコットエイト（1984年中日新聞杯）
- イソノルーブル（1990年ラジオたんぱ杯3歳牝馬ステークス、1991年報知杯4歳牝馬特別、優駿牝馬）
- マキシムシャレード（1994年デイリー杯3歳ステークス）

## 主な厩舎所属者
※括弧内は厩舎所属期間と所属中の職分。
- 五十嵐忠男（1977年-1993年 騎手）
- 松元茂樹（1990年-1992年 調教助手）
- 菊沢隆仁（2000年-2004年 騎手）